# Nokia 2110
A Nokia 2110 egy mobiltelefon, amit a finn Nokia gyártott. Bejelentése és megjelenése 1994-ben történt. Ez az első Nokia-telefon, amiben megtalálható a közismert Nokia-dallam. Hőskorában több mint 40 millió darabot adtak el belőle a világon. A telefon képes SMS-üzenetek küldésére és fogadására.
1995-ben megjelent újabb verziója, az úgynevezett Nokia 2110i, nagyobb memóriát kapott, és egy újra dizájnolt kihúzható antennát.

## Külső hivatkozások
- Nokia 2110 az olcsogsm.hu-n
- A Pannon GSM reklámja Nokia 2110-sel